# Mvezo
Mvezo este un oraș în districtul O. R. Tambo în provincia Ostkap în Africa de Sud. Mvezo se află pe malul râului Mbashe-Flusses în apropiere de Umtata. În timpul Apartheidului a aparținut de Transkei. 
La data de 18 iulie 1918 s-a născut în Mvezo, viitorul președinte Nelson Mandela. Azi se află în localitate Muzeul Nelson Mandela. 